# Station Yamato-Koizumi
Station Yamato-Koizumi  (大和小泉駅,  Yamato-Koizumi-eki) is een spoorwegstation in de Japanse stad Yamatokoriyama. Het wordt aangedaan door de Yamatoji-lijn. Het station heeft twee sporen, gelegen aan twee zijperrons.  

## Treindienst

### JR West
| 1 | ■ Yamatoji-lijn | richting Nara en Kamo             |
| 2 | ■ Yamatoji-lijn | richting Ōji, Tennōji en JR Namba |

## Geschiedenis
Het station werd geopend in 1920. In 2001 werd het station tot boven het maaiveld verhoogd.

## Overig openbaar vervoer
Bussen  71, 72, 73 en 81 van Nara Kōtsū.

## Stationsomgeving
- Tomio-rivier
- Autoweg 25
- Jikōtempel
- Kinrin-tempel
- Matsuo-tempel
- Koizumi-schrijn
- Lucky (supermarkt)
- Manekiya (supermarkt)
- Mandai (supermarkt)
- Circle-K
- Midori Denka (elektronicawinkel)
- Risona Bank
- Dependance van Yamato Unyu

(Kansai-lijn<<) Kamo · Kizu · Narayama · Nara · Kōriyama · Yamato-Koizumi · Hōryūji · Ōji · Sangō · Kawachi-Katakami · Takaida · Kashiwara · Shiki · Yao · Kyūhōji · Kami · Hirano · Tōbu-Shijō-mae · Tennōji · Shin-Imamiya · Imamiya (>>Osaka-ringlijn) · JR Namba